# Anastomyza specularis
Anastomyza specularis är en tvåvingeart som beskrevs av Malloch 1933. Anastomyza specularis ingår i släktet Anastomyza och familjen myllflugor. Inga underarter finns listade i Catalogue of Life.